# Saint-Marcel-du-Périgord
Saint-Marcel-du-Périgord là một xã, nằm ở tỉnh Dordogne vùng Aquitaine của Pháp. Xã này có diện tích 11,46 km², dân số năm 2005 là 140 người. Xã nằm ở khu vực có độ cao trung bình 81 m trên mực nước biển.

## Thông tin nhân khẩu
| Năm    | 1962 | 1968 | 1975 | 1982 | 1990 | 1999 | 2005 |
| ------ | ---- | ---- | ---- | ---- | ---- | ---- | ---- |
| Dân số | 189  | 153  | 134  | 123  | 140  | 141  | 140  |